# Весалі
Весалі або Вайталі  — держава, що першою охоплювала західний та центральний Аракани. Утворилася внаслідок поразки держави Дханьяваді від Саматати. Тут панувала індійська династія Чандра. Зникла на початку XI століття під час вторгнення тібето-бірманських племен, що утворили царство Лемро.

## Історія
729 року після смерті Анандачандри, правителя Саматати (підвенна частина дельти Гангу) з династії Чандра, відбулася боротьба за владу внаслідок чого держава розпалася на Вангу, Саматату і Харікелу. Магачандра, син або небіж Анандачандри втік на схід, де захопив або вже на той час володів землями поблизу держави Дханьяваді, яку 788 року остаточно переміг, заснувавши власну араканську державу. Магачандра став відомий в Аракані як Магатаїнсанда. Припускають, що назва столиці (заснованої Чандрою) й відповідно усієї держави походить від назви старовинного індійського міста Вайшалі.
Ймовірно перші правителі вели активну боротьбу за об'єднання земель династії Чандра, відповідно з царствами Ванга, Харікела й Саматата. Також відбувається протистояння з Камарупою. Є згадка про те, що в IX столітті онук магараджи Весалі одружився з представницею держави Шрикшетра, що була гегемоном міст-держав п'ю.
955 року магараджею Чулатаїнсадою було захоплено чи засновано місто Читтагонг. Після загибелі останнього у 957 році внаслідок поразки від імперії Пала, втративши частину володінь. За цим стало зазнавати нападів гірського племені мйо.
Згодом починається криза. Її підсилило вторгнення у 980-х роках тибето-бірманських племен. Ймовірно це було не одномоментний процес. Боротьба з ними тривала декілько десятирічь. Зрештою 1018 року столиця Весалі впала, а землі було захоплено кочівниками, які згодом сформували державу Лемро.

## Територія
Столиця була розташована приблизно за 70 км на північний схід від Сітуе та на схід від Рам Чаун, притоки річки Каладан. На тепер вона перетворилася на руїни, і більша її частина тепер безлюдна. Лише кілька храмів і сліди старої міської стіни залишилися.

## Устрій
Була створено за зразком індуїстських держава долини Ганг: магараджа мав повну владу, розпоряджався землею. Водночас в значній мірі зберігалися традиції управління з часів Дханьяваді.

## Економіка
Основу становили землеробство (переважно вирожування рису), добування корисних копалень та лісу (тикове дерево) та посередницька торгівля. Остання базувалося на торгівлі між державами П'ю, монськими царствами і Маґадгою та Калінгою. Виникають перші поселення арабських купців. Важливим торговельним центром була власне столиця.

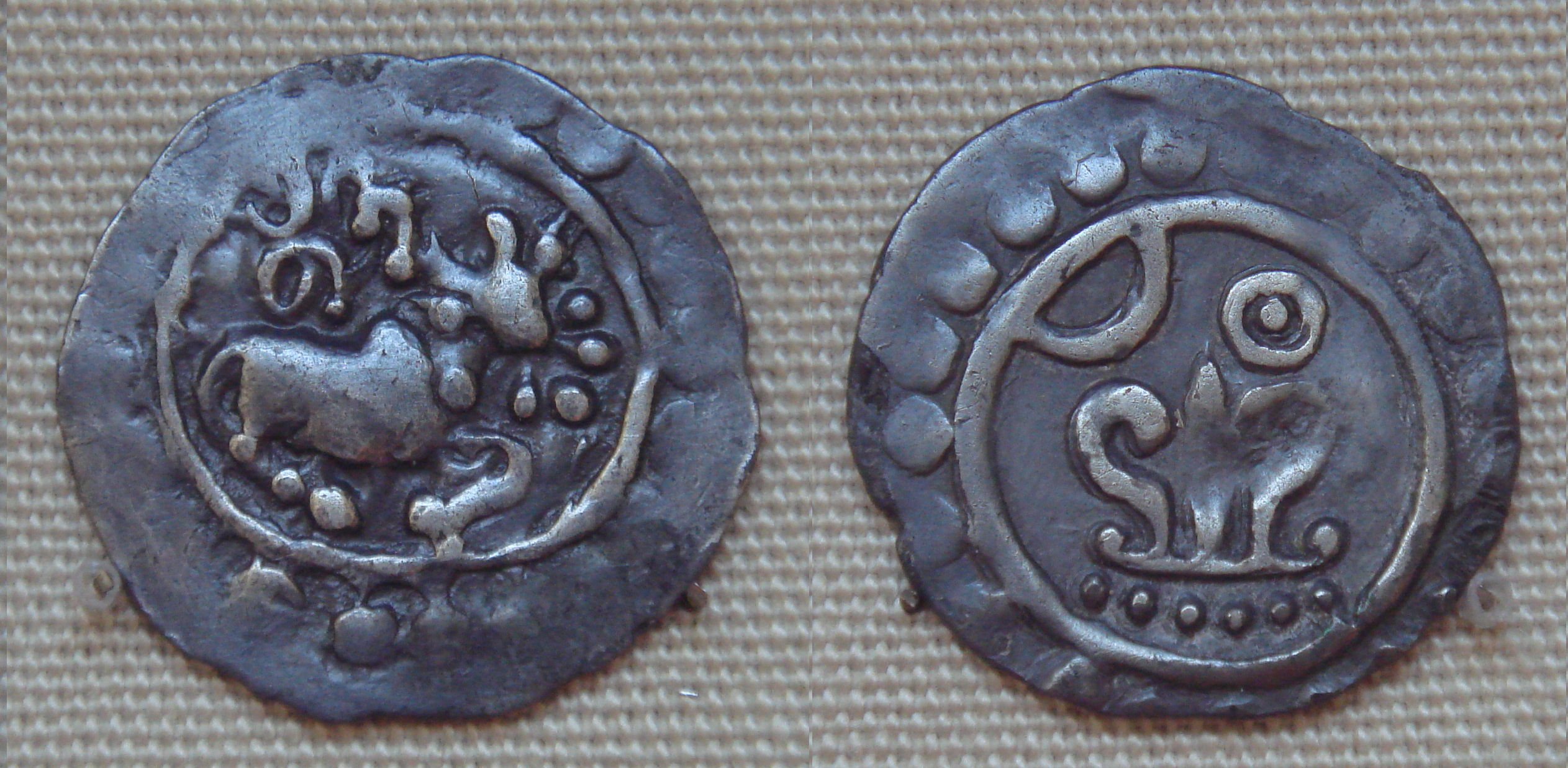
Срібна монети магараджи Нітісанди, VIII ст.

Багато хто вважає що саме в цей період починається карбування власної монети. На реверсі монет зображено індуїстський символ Шрівата (тризуб Шиви), а на аверсі — бика Нанді — емблему династії Чандра, під яким на санскриті карбувалося тронне ім’я монарха. Написи на монетах зроблені шрифтом деванагарі. Вважається, що карбувалися за типом монет імперії Гуптів, але в художньому плані виконані гірше.

## Культура
Вплив індуїстськоої культури ще більше посилився у порівняні з Дханьяваді. Офіційною мовою стає санскрит. Також активно розвивається буддизм. Згідно з написом Анандачандра, висіченим у 729 році, піддані сповідували буддизм Магаяни. Разом з тим проголошується, що правляча династія була нащадком індуїстського бога Шиви. Інші написи також підтверджують поширення шиваїзму та вайщнуїзму.
Кілька сильно пошкоджених зображень Будди натурального розміру були знайдені в Летхат-Таунг — пагорбі на схід від старого палацового комплексу. Ці статуї допомагають зрозуміти архітектуру столиці держави та ступінь індуїстського впливу. Поруч виявлено рештки буддійської пагоди. Можливо в ній відбувався д847 року другий буддійський собор Аракану.
Виявлено численні кургани з кам’яними статуями, барельєфами, капітелями з квітковими орнаментами і написами шрифтом нагарі. Усі вони є суто індуїстськими за виконанням і сюжетом. Фігури представляють божества; на капітелях — священний дзвін Шиви.
Згідно з місцевою легендою, Шветаунґ'ї (Великий Золотий Пагорб), пагорб на північний схід від палацового комплексу, може бути місцем поховання передостаннього володаря держави Пе П'ю (панував у 964–994 роках).